# 빈트케셀 효과

빈트케셀 비유가 설명되어 있다.

빈트케셀 효과(독일어: Windkesseleffekt; 영어: Windkessel effect; 윈드케슬 효과, 윈드케셀 효과)는 박출량과 대동맥 및 큰 탄성 동맥(elastic artery. 윈드케셀 혈관)의 순응도, 작은 동맥과 세동맥의 저항 사이의 상호 작용 측면에서 동맥 혈압 파형의 모양을 설명하기 위해 의학에서 사용되는 용어이다. Windkessel은 독일어에서 느슨하게 번역하면 '공기 방'(air chamber)을 의미하지만 일반적으로 탄성 저장소를 의미하는 것으로 간주된다. 큰 탄력 동맥(예: 대동맥, 총경동맥, 쇄골하 동맥, 폐동맥 및 이들의 큰 가지)의 벽에는 엘라스틴으로 형성된 탄력 섬유가 포함되어 있다. 이 동맥은 수축기(systole) 동안 혈압이 상승할 때 팽창하고 이완기(diastole) 동안 혈압이 떨어지면 수축한다. 이러한 탄력 동맥으로 들어가는 혈액의 속도가 말초 저항(peripheral resistance)을 통해 나가는 속도를 초과하기 때문에 수축기 동안 대동맥과 큰 동맥에 혈액이 순 저장되고 확장기 동안 배출된다. 따라서 대동맥과 큰 탄력성 동맥의 순응성(또는 팽창성(distensibility))은 축전기와 유사하다(수력학적 비유(hydraulic analogy)를 사용). 다르게 말하면, 이 동맥들은 집합적으로 수압 축적기(hydraulic accumulator) 역할을 한다.
Windkessel 효과는 심장 주기에 걸쳐 혈압(맥박압(pulse pressure))의 변동을 완화(damping)하는 데 도움이 되며 심장 박출이 중단될 때 확장기 동안 장기 관류(perfusion)를 유지하는 데 도움이 된다. Windkessel의 아이디어는 죠반니 보렐리에 의해 암시되었지만 Stephen Hales는 개념을 더 명확하게 설명하고 18세기 소방차에 사용된 공기실(air chamber)을 이용한 비유를 그렸다. 독일의 영향력 있는 생리학자인 오토 프랑크는 이 개념을 개발하고 확고한 수학적 기초를 제공했다. Frank의 모델은 보다 최근의 정교한 Windkessel 모델(예: 3요소 또는 4요소 및 비선형 Windkessel 모델)과 구별하기 위해 2요소 Windkessel이라고도 한다.

## 같이 보기
- 순응도 (생리학)
- 혈관 저항(vascular resistance)
- 감쇠 (진동계)(damping, 제동, 충격완화)
- 맥박압(pulse pressure, 맥압)